# Brazii de Jos
Brazii de Jos – wieś w Rumunii, w okręgu Prahova, w gminie Brazi. W 2011 roku liczyła 700 mieszkańców.